# 安娜·塞维尔
安娜·塞维尔（Anna Sewell， 1820年3月30日 - 1878年4月25日） 是一位英国小说家，她於1877年出版了小说黑神駒 ，該小說也是她唯一出版的作品。  黑神駒出版五个月後，塞维尔就因肝炎或肺结核去世。 